# GM코리아 카미나
대우 카미나는 대우자동차(현 한국GM)에서 판매하였던 준중형차이다.

## 1세대

### 카미나(1976년1월~1977년3월)
1976년 1월에 시보레 1700의 후속 차종으로 출시되었다.